# 쇼나이도리역
쇼나이도리역(일본어: 庄内通駅, しょうないどおりえき)은 일본 아이치현 나고야시 니시구에 위치한 철도역이다.
당역과 쇼나이 녹지 공원역의 사이는 쇼나이 천 아래를 지나기 때문에, 만일에 준비한 양 역간을 나누는 방수문이 강 가까이에 설치되어 있다.

## 타는 곳
섬식 승강장 1면 2선 지하역.
| 1 | ■ 쓰루마이 선 | 후시미·아카이케·도요타 시 방면 |
| 2 | ■ 쓰루마이 선 | 가미오타이·이누야마 방면       |

## 역세권 정보
- 나고야 메쓰카 우체국
- 현도 63호
- 현도 106호
- 현도 202호

## 역사
- 1984년 9월 6일: 영업 개시.

## 사진

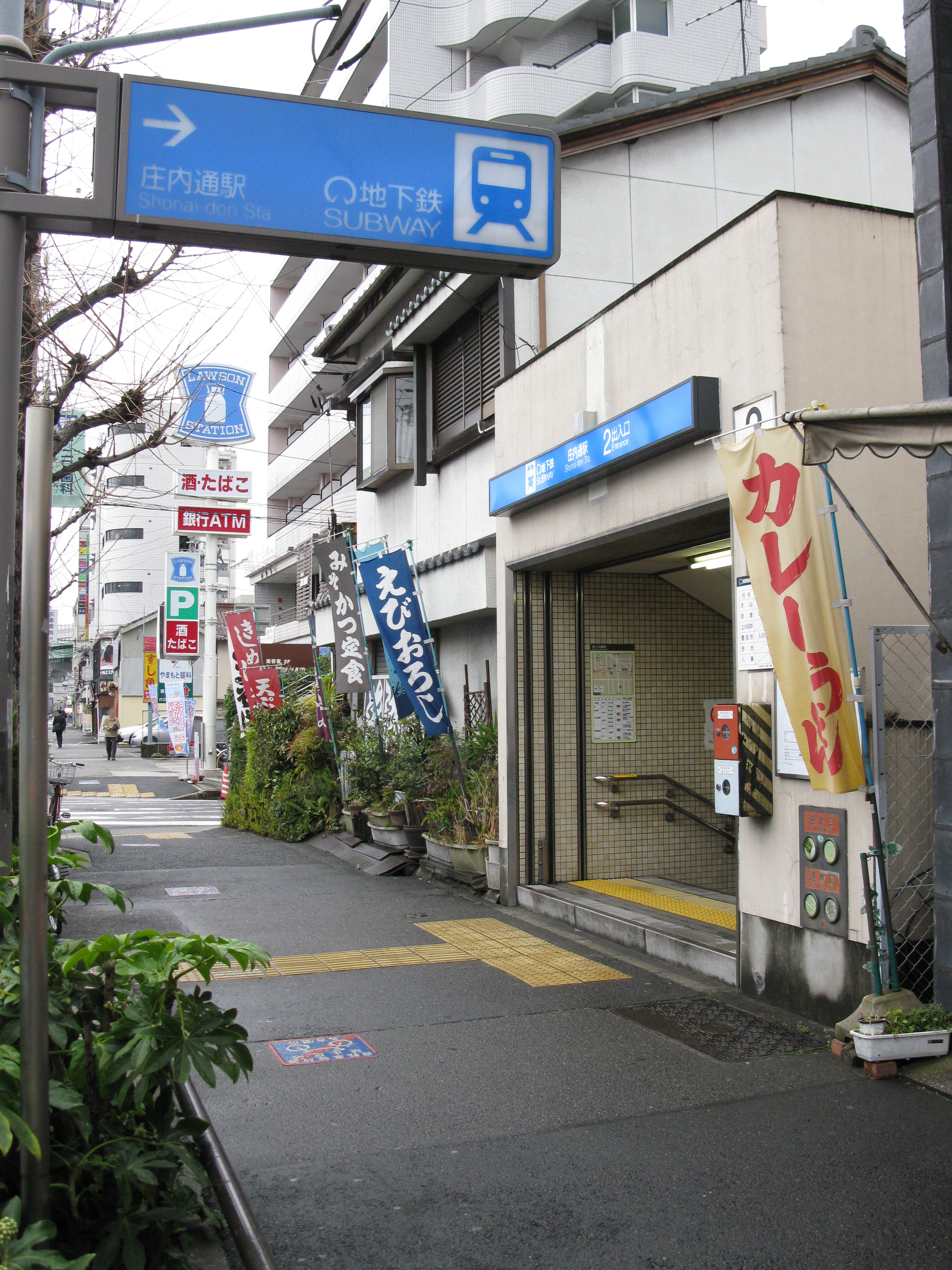
2번 출입구

## 인접역
| 나고야 지하철 ■ 쓰루마이 선           | 나고야 지하철 ■ 쓰루마이 선 | 나고야 지하철 ■ 쓰루마이 선 |
| ------------------------------------- | --------------------------- | --------------------------- |
| T 02 쇼나이 녹지 공원 가미오타이 방면 |                             | T 04 조신 아카이케 방면     |